# بايرد رستن
بايرد رستن (بالإنجليزية: Bayard Rustin)‏ (17 مارس 1912 - 24 أغسطس 1987) قائد أمريكي في الحركات الاجتماعية التي تنادي بالحقوق المدنية والاشتراكية واللا عنف وحقوق المثليين.
عمل رستن مع أ. فيليب راندولف في حركة المسيرة إلى واشنطن عام 1941 محاولًا وضع حد للتمييز العنصري في العمل. ونظّم في وقت لاحق جولات الحرية وساعد في تنظيم مؤتمر القيادة المسيحية الجنوبية لتعزيز قيادة مارتن لوثر كينغ الابن، حيث أعطى دروسًا لكينغ عن اللا عنف وعمل لاحقًا كمنظم لـ «المسيرة إلى واشنطن للوظائف والحرية».
بعد إقرار تشريع الحقوق المدنية لعام 1964–1965، أصبح رستن رئيسًا لمعهد أ. فيليب - راندولف التابع لـ AFL-CIO، الذي عزز تكامل النقابات التي كانت في السابق للبيض فقط وشجّع انتساب الأميركيين من أصل أفريقي إلى النقابات. خلال سبعينيات وثمانينيات القرن الماضي، عمل رستن في العديد من المهمات الإنسانية، مثل مساعدة اللاجئين من فيتنام الشيوعية وكمبوديا. عند وفاته في عام 1987، كان في مهمة إنسانية في هايتي.
كان رستن رجلاً مثليًا ألقي القبض عليه في وقت مبكر من حياته المهنية لممارسته الجنس العام. بسبب انتقاد ميوله الجنسية، لعب عادة دور المستشار المؤثر في قادة الحقوق المدنية من وراء الكواليس. في الثمانينيات، أصبح مدافعًا عامًا عن قضايا المثليين.
في وقت لاحق من حياته، تحوّل رستن أيديولوجيًا نحو المحافظين الجدد، وأشاد الرئيس رونالد ريغان بهذا التحوّل بعد وفاته في عام 1987. في 20 نوفمبر 2013، منحه الرئيس باراك أوباما بعد وفاته وسام الحرية الرئاسي.

## النشأة
وُلد رستن في ويست تشيستر، بنسلفانيا، لفلورنس رستن وآرشي هوبكنز، لكنه ترّبى في كنف جدّيه من جهة الأم، وهما جوليا (ديفيس) وجانيفر رستن، باعتباره الطفل التاسع بين أطفالهما الإثني عشر، ونشأ معتقدًا أن والدته البيولوجية هي أخته الكبرى. كان جداه من متعهّدي تقديم الطعام المحليين والأثرياء نسبيًا، إذ أنشأا رستن في منزل كبير. كانت جوليا رستن من الكويكرز، رغم أنها ارتادت الكنيسة الأسقفية الأفريقية الميثودية التي ينتمي إليها زوجها. وهي أيضًا عضو في الجمعية الوطنية للنهوض بالملونين (NAACP). كان قادة NAACP من أمثال و. إ. ب. دو بويز وجيمس ويلدون جونسون ضيوفًا منتظمين في منزل رستن. بسبب هذه التأثيرات في حياته المبكرة، شنّ رستن في شبابه حملة ضد قوانين جيم كرو التي تتسم بالتمييز العنصري.
كانت بداية إدراك رستن لميوله الجنسية عندما ذكر لجدّته أنه يفضل قضاء الوقت مع الذكور بدلًا من الإناث. فأجابته: «أفترض أن هذا ما عليك القيام به».
في عام 1932، التحق رستن بجامعة ويلبرفورس، وهي من جامعات وكليات السود التاريخية (HBCU) في أوهايو وتديرها الكنيسة الأسقفية الأفريقية الميثودية. بصفته طالبًا في ويلبرفورس، كان رستن ناشطًا في عدد من منظمات الحرم الجامعي، بما في ذلك أخوية أوميغا بساي فاي. طُرِد من ويلبرفورس في عام 1936 بعد تنظيمه إضرابًا، والتحق بعد ذلك بكلية تشيني الحكومية للمعلمين (تسمى الآن جامعة تشيني في بنسلفانيا). كرّمت تشيني رستن بعد وفاته بمنحه درجة «دكتوراه في الآداب الإنسانية» في عام 2013.
بعد الانتهاء من برنامج تدريب الناشطين الذي أجرته لجنة أمريكا لخدمات الأصدقاء (AFSC)، انتقل رستن إلى هارلم في عام 1937 وبدأ دراسته في كلية مدينة نيويورك. وهناك شارك في الجهود المبذولة للدفاع عن فتية سكوتسبورو وإطلاق سراحهم، وهم تسعة شبان سود في ولاية ألاباما اتُهموا باغتصاب امرأتين بيضاوين. انضم إلى رابطة الشباب الشيوعي لفترة قصيرة في عام 1936، قبل أن يصاب بخيبة أمل من الحزب.
كان رستن مغنيًّا بارعًا في التينور، وهي ميزة أكسبته قبولًا بمنح دراسية للموسيقى في كل من جامعة ويلبرفورس وكلية تشيني الحكومية للمعلمين.

## الفلسفة السياسية
يُقال إن فلسفة رستن الشخصية مستوحاة من الجمع بين سلمية الكويكرز والاشتراكية (كما يدرِّسها أ. فيليب راندولف) ونظرية الاحتجاج اللا عنفي التي نشرها المهاتما غاندي.

## الانتماءات المتطورة
بدأ رستن العمل مع أعضاء الحزب الاشتراكي برئاسة نورمان توماس، وخاصة أ. فيليب راندولف رئيس أخوية حمّالي عربات النوم؛ بالإضافة إلى مرشد اشتراكي آخر هو أ. ج. ماستي، ناشط السلام وزعيم زمالة المصالحة (FOR). وظّفت زمالة المصالحة رستن كأمين للعلاقات بين الأعراق في أواخر صيف عام 1941.
اقترح الثلاثة مسيرة إلى واشنطن في عام 1941 للاحتجاج على الفصل العنصري في القوات المسلحة والتمييز واسع النطاق في التوظيف. أثناء لقائهم مع الرئيس روزفلت في المكتب البيضاوي، تكلّم راندولف باحترام وأدب لكنه كان حازمًا عندما أخبر الرئيس روزفلت أن الأميركيين الأفارقة سوف يسيرون في العاصمة ما لم يُلغَ الفصل العنصري. لإثبات حسن نيتهم، ألغى المنظمون المسيرة المخطط لها بعد أن أصدر روزفلت الأمر التنفيذي 8802 (قانون العمل العادل)، الذي حظر التمييز في الصناعات الدفاعية والوكالات الفيدرالية. ألغى زعيم المنظمين، راندولف، المسيرة مخالفًا نصيحة رستن. لم يُلغَ الفصل العنصري بين القوات المسلحة حتى عام 1948، بموجب أمر تنفيذي أصدره الرئيس هاري س. ترومان.
شعر راندولف بأن زمالة المصالحة نجحت في تحقيق هدفهم وأراد حل اللجنة. مرة أخرى، اختلف رستن مع راندولف وأبدى رأيه المختلف في مؤتمر صحفي وطني، لكنه ندم عليه لاحقًا.
سافر رستن إلى كاليفورنيا للمساعدة في حماية ممتلكات أكثر من 120 ألف أمريكي ياباني -معظمهم من مواليد الولايات المتحدة- سُجنوا في معسكرات الاعتقال. أُعجب أ. ج. ماستي بالمهارات التنظيمية التي يتمتع بها رستن، فعيّنه بمنصب أمين الشؤون العامة والطلاب في زمالة المصالحة.
كان رستن أيضًا رائدًا في الحركة التي تسعى لإزالة الفصل العنصري في الحافلات المسافرة بين الولايات. في عام 1942، استقل حافلة في لويفيل متجهًا إلى ناشفيل، وجلس في الصف الثاني. وفقًا لتطبيق الأجزاء الجنوبية لقوانين جيم كرو، طلب منه عدد من السائقين الانتقال إلى الخلف، لكن رستن رفض تغيير مكانه. أوقفت الشرطة الحافلة على بعد 13 ميلاً إلى الشمال من ناشفيل واعتُقل رستن. تعرض للضرب واقتيد إلى مركز الشرطة، لكن أُطلق سراحه من دون تهمة.
في عام 1942، ساعد رستن اثنين آخرين من موظفي زمالة المصالحة، هما جورج هوسر وجيمس ل. فارمر الابن، والناشطة بيرنيس فيشر حيث شكلوا مؤتمر المساواة بين الأعراق (CORE).  لم يكن رستن مؤسسًا مباشرًا، لكنه كان «عمًّا لـ CORE»، وفقًا لما قاله فارمر وهوسر لاحقًا. أُنشئ مؤتمر المساواة بين الأعراق كمنظمة سلمية تستند إلى كتابات موهانداس غاندي الذي استخدم المقاومة اللا عنفية ضد الحكم البريطاني في الهند. تأثر المؤتمر أيضًا بكتاب تلميذه كريشنالال شريدهاراني «الحرب بلا عنف».
أدين دعاة السلام الذين رفضوا التجنيد في الجيش -وهم رستن وهوسر وأعضاء آخرون من زمالة المصالحة ومؤتمر المساواة بين الأعراق- بانتهاك قانون الخدمة الانتقائية. سُجن رستن من 1944 إلى 1946 في سجن لويسبورغ الفيدرالي، حيث نظّم احتجاجات ضد مرافق الطعام المنفصلة. أثناء فترة سجنه، نظّم رستن أيضًا لجنة الهند الحرة التابعة لزمالة المصالحة. بعد إطلاق سراحه من السجن، اعتُقل مرارًا بسبب احتجاجه على الحكم الاستعماري البريطاني في الهند وأفريقيا.

## التأثير على حركة الحقوق المدنية
نظّم رستن وهوسر رحلة المصالحة عام 1947. كانت هذه أول جولات الحرية لاختبار حكم المحكمة العليا للولايات المتحدة في قضية مورغان ضد كومنولث فرجينيا الذي حظر التمييز العنصري في السفر بين الولايات باعتباره غير دستوري. عيَّن رستن والأمين التنفيذي لمؤتمر المساواة بين الأعراق جورج هوسر فريقًا من أربعة عشر رجلاً، مقسمين بالتساوي على أساس العرق، ليتنقّل كل ثنائي عبر فرجينيا وكارولاينا الشمالية وتينيسي وكنتاكي. عارضت الجمعية الوطنية للنهوض بالملونين تكتيكات غاندي في مؤتمر المساواة بين الأعراق باعتبارها وديعة للغاية. واعتُقل المشاركون في رحلة المصالحة عدة مرات. ألقي القبض على رستن مع الناشط اليهودي إيغال رودنكو، وأدّى رستن الأعمال الشاقة مع مجموعة من السجناء المقيدين بالسلاسل لمدة 22 يومًا في ولاية كارولاينا الشمالية لانتهاكه قوانين جيم كرو في الولاية فيما يتعلق بالمقاعد المنفصلة في وسائل النقل العام.
في عام 1948، سافر رستن إلى الهند لتعلّم أساليب المقاومة المدنية اللا عنفية مباشرة من قادة الحركة الغاندية. نُظِّم المؤتمر قبل اغتيال غاندي في وقت سابق من ذلك العام. بين عامي 1947 و1952، تقابل رستن أيضًا مع قادة حركات الاستقلال في غانا والنيجر. وفي عام 1951، شكّل لجنة لدعم المقاومة في جنوب أفريقيا أصبح اسمها لاحقًا اللجنة الأمريكية المعنية بأفريقيا.
اعتُقل رستن في باسادينا، كاليفورنيا، في عام 1953 بسبب ممارسته الجنس مع رجل آخر في سيارة مركونة. في بادئ الأمر اتُّهم بالتشرد والسلوك البذيء، لكنه أقر بأنه مذنب بتهمة واحدة أخفّ هي «الانحراف الجنسي» (كان يشار إلى اللواط رسميًا في كاليفورنيا في ذلك الوقت، حتى لو كان برضى الطرفين) وقضى 60 يومًا في السجن. كانت هذه هي المرة الأولى التي تثير فيها مثليته الجنسية انتباه الجمهور. كان رستن ولا يزال صريحًا في السر بشأن ميوله الجنسية، على الرغم من أن المثلية ما زالت تُجرَّم في جميع أنحاء الولايات المتحدة. استقال رستن من زمالة المصالحة (FOR) بسبب قناعاته، إذ أثّرت قناعاته في علاقته مع أ. ج. ماستي، مدير زمالة المصالحة. حاول ماستي بالفعل تغيير ميول رستن الجنسية في وقت سابق من علاقتهما دون جدوى. في وقت لاحق من حياة رستن واصلا علاقتهما والتوتر مسيطر عليها أكثر مما كان في السابق. أصبح رستن الأمين التنفيذي لرابطة مناهضي الحرب. لاحقًا، في ولاية مونتانا، أعلنت إحدى فرق الفيلق الأمريكي إدانة رستن في باسادينا في محاولة لإلغاء محاضراته في الولاية.
عمل رستن كعضو مجهول الهوية في فرقة العمل التابعة للجنة أمريكا لخدمات الأصدقاء لكتابة مقالة «قل الحقيقة للسلطة: بحث أحد الكويكرز عن بديل للعنف» التي نُشِرت في عام 1955. كانت هذه واحدة من المقالات السلمية الأكثر تأثيرًا وحصلت على تعليقات على نطاق واسع في الولايات المتحدة. أراد رستن إبقاء مشاركته هادئة، لأنه اعتقد أن النقّاد سوف يستخدمون ميوله الجنسية المعروفة كذريعة لمهاجمة الكتيّب المؤلف من 71 صفحة عند نشره. حلّل الكتيّب الحرب الباردة والرد الأمريكي عليها، وأوصى بإيجاد حلول غير عنيفة.
حصل رستن على إجازة من رابطة مناهضي الحرب في عام 1956 لإسداء المشورة إلى قس الكنيسة المعمدانية مارتن لوثر كينغ الابن بشأن تكتيكات غاندي. كان كينغ ينظم مقاطعة لوسائل النقل العام في مونتغومري، ألاباما، والتي أصبحت تُعرف باسم مقاطعة حافلات مونتغومري.

## الوفاة والمعتقدات
توفي رستن في 24 أغسطس 1987، بسبب ثقب في الزائدة الدودية. أفاد نعي في صحيفة نيويورك تايمز: «إذا استعرضنا حياته المهنية، نجد أن السيد رستن -وهو من الكويكرز- كتب ذات مرة: «العوامل الرئيسية التي أثرت في حياتي هي 1) التكتيكات اللا عنفية؛ 2) الوسائل الدستورية؛ 3) الإجراءات الديمقراطية؛ 4) احترام الشخصية الإنسانية؛ 5) الاعتقاد بأن جميع البشر متساوون»». ترك رستن وراءه والتر نايجل الذي كان شريكه لمدة عشر سنوات.
أصدر الرئيس رونالد ريغان بيانًا حول وفاة رستن، مشيدًا بعمله في مجال الحقوق المدنية و«حقوق الإنسان في جميع أنحاء العالم». وأضاف أن رستن «استنكره أصدقاء سابقون، لأنه لم يتخلَ أبدًا عن قناعته بأن الأقليات في أمريكا يمكن أن يُكتب لها النجاح يومًا بناءً على جدارة أفرادها».

## التأثير على حركة الحقوق المدنية
...وفقًا لما أفاد به راستن نفسه، «أعتقد أنه من المنصف القول إن رأي الدكتور كينج بالأساليب اللاعنفية لم يكن متبلورًا عند بدء حركة المقاطعة. بمعنى آخر، لم يكن للدكتور كينج مشكلة في حمل السلاح دفاعًا عن بيته وأطفاله». أقنع راستن كينج بالتخلي عن الحماية بقوة السلاح، بما في ذلك الأسلحة الشخصية. في مقابلة في العام 1964 مع روبرت بين وارين لكتاب «من يتكلم باسم الزنوج؟»، قال راستن إن قناعاته الأيديولوجية الإدماجية بدأت تتخذ منحىً مختلفًا عن معتقدات كينج. آمن راستن حينها بأنه يجب على الحركة الاجتماعية أن «تنطلق من الحاجات الجماعية لجميع الناس في الوقت الراهن، بغض النظر عن لون بشرتهم، عقائدهم، أو أجناسهم».

### مسيرة الحقوق المدنية إلى واشنطن
رغم ابتعاده عن بعض قادة حركة الحقوق المدنية، لم يتأخر راستن في الاستجابة لراندولف عندما آن الأوان لتتظيم تجمّع غير مسبوق في واشنطن العاصمة، وهي مسيرة الحقوق المدنية إلى واشنطن التي بدأ راستن بالتخطيط لها منذ مارس 1962. كان الداعي إلى المسيرة هو إحياء الذكرى المئوية لإعلان تحرير العبيد. أدّى راستن دورًا محوريًا في تنظيم المسيرة، إذ استفاد من خدمات عناصر شرطة غير عاملين كضباط أمن للمسيرة، وسائقي الحافلات كمنظمين للسير، وتنظيم المتحدثين على المنصة. رغب الكثيرون من قادة الحركة المدنية بدفع راستن إلى وراء الكواليس كي لا يسبب لهم الحرج بسبب ميوله الجنسية، ورغم ذلك، ظهر راستن على غلاف مجلة لايف في 6 سبتمبر 1963 إلى جانب راندولف باعتبارهما قادة المسيرة.

### مقاطعة المدارس في نيويورك
في بداية العام 1964، قام الأب ميلتون جلاميزون وبعض قادة المجتمع في هارليم نيويورك بدعوة راستن لتنظيم حركة مقاطعة للمدارس في نيويورك اعتراضًا على سياسة الفصل بالأمر الواقع. شارك أكثر من 400000 شخصًا من سكان نيويورك في المقاطعة التي استمرت ليوم واحد في 3 فبراير 1964. صرح راستن، ونقلت بعض الصحف، بأن المقاطعة هذه كانت أكبر تظاهرة للحقوق المدنية في التاريخ الأمريكي. كان من مطالب الحركة الإدماج الكامل في مدارس المدينة، الأمر الذي كان يعني إدخال بعض الطلاب البيض إلى المدارس في الأحياء ذات الأكثرية من السود، وانتقدت التحالف القائم بين بعض الأفارقة الأمريكان والليبراليين البيض.

### من المظاهرات إلى السياسة
في المؤتمر الوطني الديمقراطي للعام 1964، عُيّن راستن مستشارًا لحزب الحرية الديمقراطي في ميسيسبي، الذي كان يعمل جاهدًا للحصول على الاعتراف به كممثل عن ولايته، التي يُحرم فيها السود من حقوقهم بالقانون منذ بداية القرن العشرين، كما كان الحال عليه في جميع ولايات الجنوب، بالإضافة إلى إقصائهم من النظام السياسي الرسمي. بعد إقرار قانون الحقوق المدنية للعام 1964، أيّد راستن بشدة إنشاء علاقات أوثق بين حركة الحقوق المدنية والحزب الديمقراطي بشكل خاص، نظرًا لأن قاعدته الحزبية كانت تضم الطبقة العاملة من البيض، والكثيرون منهم من ذوي الارتباطات النقابية.
بسبب هذا وغيره من مواقف راستن التي قربته من المحافظين الجدد، انتقده الكثيرون من رفاق الماضي، واتهموه بأنه فضل اتباع سياسات غير راديكالية للاستمتاع بما تجلبه من ترف وراحة.

### حركة العمال: النقابات والديمقراطية الاشتراكية
بدأ راستن بالعمل شيئًا فشيئًا لتقوية حركة العمال، التي رأى فيها تمثيلًا لتمكين المجتمع الأفريقي الأمريكي ومن أجل العدالة الاقتصادية لجميع الأمريكيين. أسهم راستن في هذه الحركة على مستويين، اقتصادي وسياسي، من خلال دعمه لنقابات العمال والسياسات الاشتراكية الديمقراطية. أسس وترأس معهد أ. فيليب راندولف، الذي نسق عمل اتحاد مؤتمر العمال – المنظمات الصناعية الأمريكية في الحقوق المدنية والعدالة الاقتصادية، وكان كاتبًا في جريدة الاتحاد.
من الناحية السياسية، ظهر راستن كقائد للديمقراطية الاشتراكية الأمريكية. في بداية العام 1972، أصبح نائب أمين الحزب الاشتراكي الأمريكي. في ديسمبر 1972، غيّر الحزب اسمه إلى الديمقراطيون الاشتراكيون، أمريكا.
خلال ستينيات القرن العشرين، كان راستن عضوًا في رابطة الديمقراطية الصناعية، وبقي فيها لسنوات.

### في السياسة الخارجية
كغيره من الليبراليين والاشتراكيين، ناصر راستين الرئيس ليندون ب. جونزن في سياسة الاحتواء ضد الشيوعية، ومع ذلك ناقدًا بعض الإجراءات فيها. أيّد راستن وغيره بشكل مطلق تدخل الجيش الأمريكي في فيتنام، وبالموازاة مع ذلك داعين إلى عقد معاهدة سلام وإجراء انتخابات ديمقراطية.
جنبًا إلى جنب مع آلارد لوفينستين ونورمان توماس، عمل راستن في هيئة مدعومة من وكالة المخابرات المركزية على تنظيم الانتخابات في جمهورية الدومينيكان، الأمر الذي أعطى مصداقية دولية لانتخابات مزورة ضد الرئيس الاشتراكي السابق هوان بوش.
خلال سبعينيات القرن العشرين، عمل راستن في حقوق الإنسان ومراقبة الانتخابات في منظمة فريدوم هاوس.
بقي راستن حتى سنوات حياته الأخيرة، مناهضًا بشدة للسوفييت والشيوعية، وخصوصًا في ما يتعلق بأفريقيا.
في العام 1976، شارك راستن في تأسيس هيئة مكافحة الأخطار الراهنة مع بول نيتسه، قائد مشروع الفريق ب التابع لوكالة الاستخبارات المركزية. وهذا ما دعّم انخراط راستن في حركة المحافظين الجدد.

### حركة تحرير يهود الاتحاد السوفييتي
ذكّرت المآسي التي حلّت بيهود الاتحاد السوفييتي راستن بالصعوبات التي مرّ بها السود في الولايات المتحدة الأمريكية. لاقى اليهود في الاتحاد السوفييتي نفس أشكال التمييز العنصري في التوظيف، والتعليم، والسكن؛ وكانوا سجناء في بلدهم، تمنعهم السلطات السوفييتية من المغادرة. بعدما شهد راستن الظلم الذي لحق بيهود الاتحاد السوفييتي، أصبح مناديًا بارزًا في الحركة الداعية إلى نقل يهود الاتحاد السوفييتي إلى إسرائيل.

### حقوق المثليين جنسيًا
شهد راستن ممثلًا عن ولاية نيويورك في مشروع قانون حقوق المثليين جنسيًا. وفي العام 1986، ألقى خطابًا بعنوان: الزنوج الجدد هم مثليّو الجنس.
لم ينخرط راستن في أي نشاط في حركة حقوق المثليين جنسيًا حتى نهاية ثمانينيات القرن العشرين، مدفوعًا إلى ذلك من ناحية شريكه والتر نايجيل.

## الإرث الفكري
خبا نجم راستن من بين أسماء المدافعين المشهورين عن الحقوق المدنية. يُعزى ذلك جزئيًا لكونه فاعلًا خلف الكواليس، وبسبب عدم الارتياح العام من هويته الجنسية المثلية وكونه شيوعيًا سابقًا. بالإضافة إلى ما سبق، أدّى تغيير راستن ميوله السياسية نحو تيار المحافظين الجدد في نهاية ستينيات القرن العشرين إلى خلافات بينه وبين قادة حركة الحقوق المدنية. تغير ذلك كله بسبب الفيلم الوثائقي من العام 2003 «الأخ الدخيل: حياة بايارد راستن»، الذي رُشّح لجائزة المحكّمين في مهرجان سودانس، وبسبب الذكرى المئوية لميلاد راستن في مارس 2012؛ ساهم ذلك في إعادة الاعتراف والتقدير لإسهاماته المتعددة.
عمل راستن أمينًا لرابطة الاشتراكيين الديمقراطيين الأمريكيين، والتي وصفتها الواشنطن بوست في العام 2013 بأنها «كانت تشكل أرضية خصبة للمحافظين الجدد». في سبعينيات القرن العشرين، كان راستن في صفوف الجيل الثاني من المحافظين الجدد، وفي 1979 ترقّى إلى نائب الأمين العام لرابطة الأغلبية الديمقراطية، وهي منظمة ساهمت في إحياء جماعة الضغط اليمينية «هيئة مراقبة الأخطار الراهنة».
أُطلق اسم راستن على عدد من المباني تشريفًا له، بما فيها «مجمع بايارد راستن التعليمي» في تشيلسي، مانهاتن، وثانوية راستن في مسقط رأسه بويست تشيستر، بنسيلفانيا، ومكتبة بايارد راستن في مركز تأييد المثليين جنسيًا في فيرنديل، ميتشيجان، ومركز بايارد راستن للعدالة الاجتماعية في كونوي، آركنساس.

### من 1990 إلى 2010
في يوليو 2007، أسس مجتمع الميم الأفارقة الأمريكيين في منطقة الخليج بسان فرانسيسكو رابطةَ بايارد راستن لمجتمع الميم، للدفع إلى مشاركة أوسع في العملية الانتخابية، وتعزيز الحقوق المدنية، والدفاع عن حقوق الإنسان، والترويج لإرث راستن الثقافي. ويُذكر مركز بايارد راستن للوعي والمصالحة الناشط في حقوق مجتمع الميم، الواقع في جيلفورد كوليج، وهي مدرسة كويكر.
يوجد مَعلم تاريخي بارز في مدرسة هيندرسون الثانوية التي درس فيها راستن، تخليدًا لإنجازاته.

### من 2010 إلى 2020
- في العام 2012، أُضيف اسم راستن إلى المعرض المفتوح «ليجاسي ووك» الذي يحتفي بالشخصيات المثلية جنسيًا.[47]
- في العام 2013، اختير راستن كشخصية للتكريم في قاعة الشرف التابعة لوزارة العمل الأمريكية.
- في 8 أغسطس 2013، أعلن الرئيس الأمريكي باراك أوباما منح راستن ميدالية الحرية الرئاسية لراستن، وهي أعلى وسام تشريف في الولايات المتحدة الأمريكية. وخلال حفل التسليم الذي عُقد في البيت الأبيض في 20 نوفمبر 2013، سلّم أوباما الجائزة لوالتر نيجيل، شريك راستن.[48]
- في العام 2014، أُضيف اسم راستن إلى ردهة شرف رينبو في حي كاسترو بسان فرانسيسكو، التي تحتفي بشخصيات مجتمع الميم الذين قدموا خدمات عظيمة في مجالاتهم.[49]
- في العام 2016، رسم مشروع غرينزبورو لوحةً جدارية على شرف بايارد راستن، تقع في حديقة فريندز ميتنج في غرينزبورو، بكارولاينا الشمالية. صمّم جون هنتر الجدارية تخليدًا لإرث راستن.
- في 2 أبريل 2018، اختار مجلس التعليم بمقاطعة مونتغومري تسمية مدرسة بايارد راستن الابتدائية تكريمًا لراستن.
- في يونيو 2019، كان راستن من بين 50 رائدًا وبطلًا أمريكيًا وُضعت أسماؤهم في حائط الشرف لمجتمع الميم الوطني في نيويورك.

## روابط خارجية
- بايرد رستن على موقع الموسوعة البريطانية (الإنجليزية)
- بايرد رستن على موقع قاعدة بيانات برودواي على الإنترنت (الإنجليزية)
- بايرد رستن على موقع إن إن دي بي (الإنجليزية)